# Districtul Zvolen

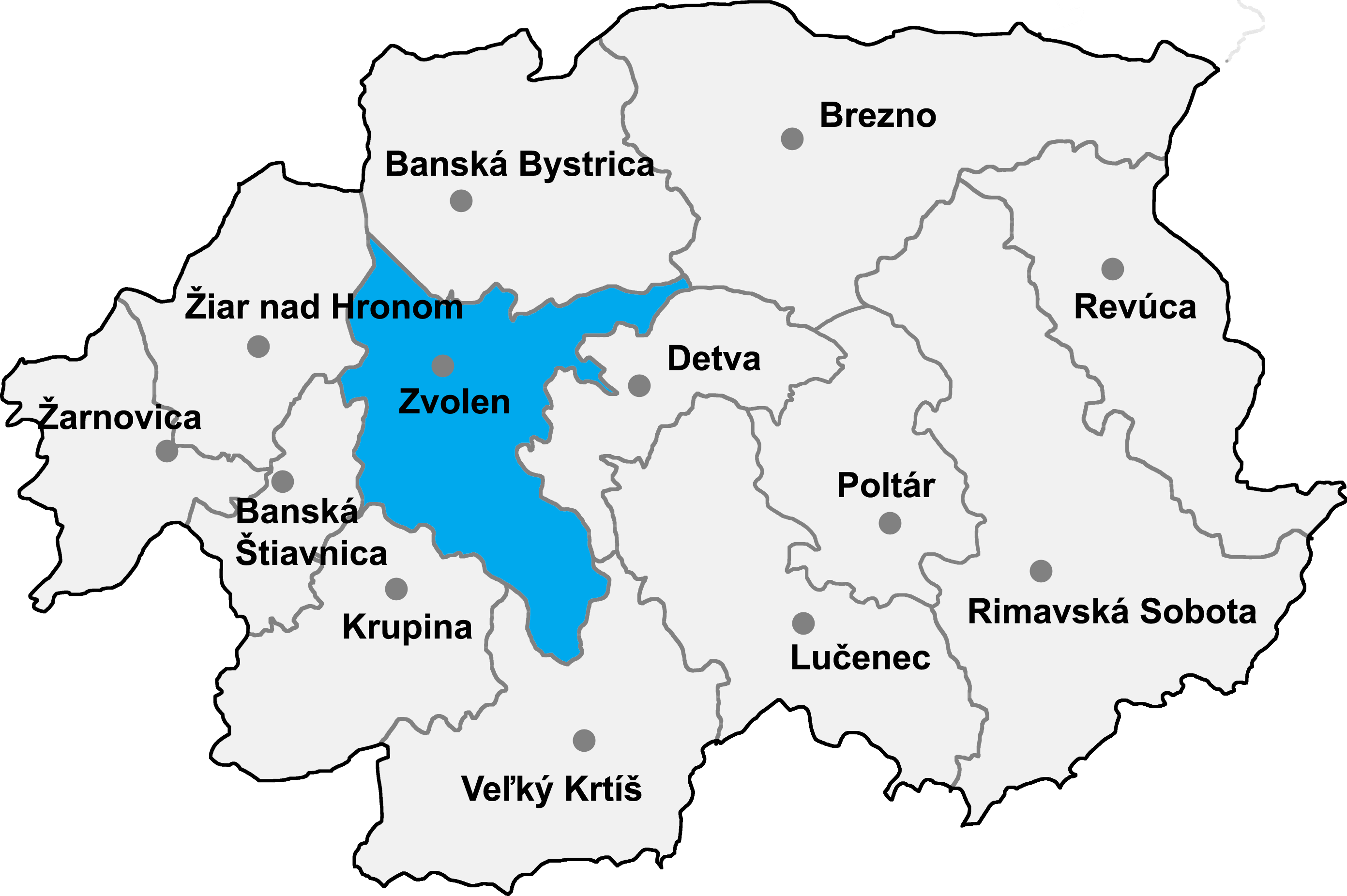
Districtul Zvolen

Districtul Zvolen (okres Zvolen) este un district în Slovacia centrală, în Regiunea Banská Bystrica.

## Demografie
| An:                | 1994   | 2004   | 2014   | 2024   |
| ------------------ | ------ | ------ | ------ | ------ |
| Număr de persoane: | 67.753 | 67.678 | 69.009 | 65.370 |
| Diferență:         |        | −0,11% | +1,96% | −5,27% |

| An:                | 2023   | 2024   |
| ------------------ | ------ | ------ |
| Număr de persoane: | 65.578 | 65.370 |
| Diferență:         |        | −0,31% |

## Comune
- Babiná
- Bacúrov
- Breziny
- Budča
- Bzovská Lehôtka
- Dobrá Niva
- Dubové
- Hronská Breznica
- Kováčová
- Lešť
- Lieskovec
- Lukavica
- Michalková
- Očová
- Ostrá Lúka
- Pliešovce
- Podzámčok
- Sása
- Sielnica
- Sliač
- Tŕnie
- Turová
- Veľká Lúka
- Zvolen
- Zvolenská Slatina
- Železná Breznica